# إكودمان (أغبالو أنكردوس)
إكودمان هي إحدى مشيخات المملكة المغربية، تتبع جغرافيا لإقليم الرشيدية وإداريًا لأغبالو أنكردوس. يقدر عدد سكانها بـ 2349 نسمة حسب الإحصاء الرسمي للسكان والسكنى لسنة 2004.